# ماركوس فينيسيوس (لاعب كرة قدم)
ماركوس فينيسيوس (بالبرتغالية: Marcus Vinicius da Cruz Alves Nóbrega‏) هو لاعب كرة قدم برازيلي في مركز الدفاع، ولد في 22 مارس 1983 في ريو دي جانيرو في البرازيل. لعب مع جمعية بورتوغيزا الرياضية ونادي بارانا ونادي بوافيشتا ونادي بونتي بريتا ونادي فاسكو دا غاما ونادي فلومينينسي ونادي كريسيوما ونادي ناوتيكو.

## وصلات خارجية
- ماركوس فينيسيوس (لاعب كرة قدم) على موقع قاعدة بيانات كرة القدم.إي يو (الإنجليزية)
- ماركوس فينيسيوس (لاعب كرة قدم) على موقع Soccerway.com (الإنجليزية)